# Obscuratus
Obscuratus es un género de escarabajos de la familia Curculionidae. Mide 3-7 mm. Es de distribución homogénea especialmente plana. Hay alrededor de 45 especies, algunas son plagas.

## Importancia agrícola
El burrito de la vid, Naupactus xanthographus, es una especie muy usada en la cocina de pueblos indígenas de América, aunque es evitado en ciertos pueblos por su pestilente olor. Debido a los daños que provoca en frutales, es considerado una plaga. En España Otiorhynchus cribricollis, llamado comúnmente otiorrinco, es una plaga que puede significar altas pérdidas económicas. Es una especie brutal que ataca a cultivos y hortalizas indistintamente. Otiorhynchus cribricollis es originario de Europa meridional y mediterránea aunque está extendido por el norte de Asia. Se ha introducido accidentalmente también en Rusia, India y Alemania. 

## Especies
- Obscuratus abchasicus
- Obscuratus aberrans
- Obscuratus adanensis
- Obscuratus aemulus
- Obscuratus albovittatus
- Obscuratus aliciae
- Obscuratus ambiguus
- Obscuratus amurensis
- Obscuratus anchora
- Obscuratus antonii
- Obscuratus argenteomontanus
- Obscuratus atlasicus
- Obscuratus bedeli
- Obscuratus bicolor
- Obscuratus bispilotus